# Ingot
Ingot je kos razmeroma čistega materiala, običajno kovine, ulitega v obliko, primerno za shranjevanje in nadaljnjo obdelavo. To je lahko palica, plošča ali tanjši list. Glede na proizvodni postopek se lahko ingoti zelo razlikujejo po velikosti, od kilogramskih do večstotonskih (slednji zlasti v jeklarstvu).
Ingoti dragih kovin, kot so zlate palice, se lahko uporabljajo tudi kot plačilno sredstvo ali denarna rezerva.